# Puerto Pilón
Puerto Pilón – miasto w Panamie, w prowincji Panama.